# Trichopepla semivittata
Trichopepla semivittata är en insektsart som först beskrevs av Thomas Say 1832.  Trichopepla semivittata ingår i släktet Trichopepla och familjen bärfisar. Inga underarter finns listade i Catalogue of Life.